# Esko Valtaoja
Esko Jorma Johannes Valtaoja, född 1951, professor i astronomi vid Åbo universitet, samt direktör för Tuorlaobservatoriet. Hans yrkesmässiga forskning har främst varit inriktad på kvasarer. Utgav 2003 boken Hemma i världsrymden.